# Liste de termes chrétiens en arabe
Cette liste est composée de termes, expressions et concepts  appartenant en propre au christianisme de langue arabe. 
En effet, quoique l'islam soit la religion majoritaire parmi les Arabes, il y a cependant un nombre significatif de chrétiens arabophones (Chypre, Malte) et d'Arabes chrétiens dans les régions qui étaient précédemment chrétiennes, comme l'Empire Byzantin et les pays du Moyen-Orient, et on compte autour de 20 millions d'Arabes chrétiens dans le monde (en particulier en Égypte, Liban, Brésil, Mexique, Jordanie, Syrie, Soudan, Irak, États-Unis, Canada, Grande-Bretagne et Australie). Le christianisme a existé dans les pays arabes depuis le Ier siècle.
La liste comprend la graphie en arabe, une translittération en alphabet latin et une traduction.

## A
al-Āb (ألآبُ)Dieu le Père
Allāh (الله)Littéralement "Dieu"; ce terme arabe qui préexistait à l'islam est aussi employé comme terme religieux par les  musulmans et Juifs de langue arabe.
Les catholiques de Malte appellent Dieu Alla en maltais. Le nom Allah est aussi employé par les chrétiens dans les pays à majorité musulmane, et dans les pays où les deux religions coexistent  traditionnellement comme l'Indonésie, la Malaisie, le Liban, la Turquie, la Syrie, l'Égypte, l'Irak
Aïqouna (أَيْقونَة)Icône

## B
Bābā Nouayl (بَابَا نُوِيل)Père Noël (dérivé du français).
Bismi l-Ābi wa l-Ibni wa r-Rūḥi l-Qudus (بِاسْمِ الآبِ وَالاِبْنِ وَالرُّوحِ الْقُدُسِ, aussi écrit بِسْمِ الآبِ وَالاِبْنِ وَالرُّوحِ الْقُدُسِ)"Au nom du Père et du Fils et du Saint Esprit ". Elle est généralement suivie de ألإلهِ الْوَاحِد al-Ilāhi l-Wāḥid "Un seul Dieu", pour bien marquer que le christianisme est monothéiste.
Broutistāntī (بْرُوتِسْتَانْتِي)Protestant

## I
‘Īdu Jamī‘il-Qiddīsīn (عِيدُ جَمِيعِ الْقِدِّيسِين)Fête de tous les saints, Toussaint
‘Īdu l-‘Anṣarah (عِيدُ الْعَنْصَرَة)Pentecôte
‘Īdu l-Fiṣḥ (عِيدُ الْفِصْح) or ‘Īdu l-Qiyāmah (عِيدُ الْقِيامَة)Pâques
‘Īdu l-Jasad (عِيدُ ْالجَسَد)La fête catholique de la Fête-Dieu
‘Īdu l-Mīlād (عِيدُ الْمِيلاد)"Jour de la Naissance (de Jésus)" Noël.
‘Īdu ṣ-Ṣu‘ūd (‘Īdu Ṣu‘ūdil-Masīḥ ) (عِيدُ الصُّعُود)  عِيدُ صُعُودِ الْمَسِيح)Fête de l'Ascension du Christ
Injīl (إنجيل)Chacun des quatre Évangiles (du grec εὐαγγέλιον "bonne nouvelle"); Les musulmans emploient ce terme soit pour se référer au Nouveau Testament dans son ensemble, soit pour désigner un hypothétique "Évangile incorrompu" de Jésus.

## K
Kanīssa (كَنِيسة)Église, apparenté à l'hébreu Knesset littéralement "Assemblée".
Kārdināl (كَارْدِينَالْ)Cardinal
Kathūlīkī (كَاثُولِيكِيّ)Catholique
Kātidrā'iyyah (كَاتِدْرَائِيَّة)Cathédrale
al-Kitāb al-Muqaddas  (أَلْكِتَابُ اَلْمُقَدَّس)Bible (littéralement Le livre sacré).

## M
Maryamu l-‘Adhra' (مَرْيَمُ الْعَذْرَاء)la Vierge Marie
al-Masīḥ (أَلْمَسِيح)Christ (littéralement "le Messie" ou "l'Oint")
Al-Masīh qām ( المسيح قام )"Le Christ est ressuscité !" Exclamation pascale à laquelle on répond Ḥaqqan qām !( حقا قام ) "En vérité il est ressuscité !".
À cette exclamation est associé le "tropaire" de la résurrection
| Texte                                                                     | Translittération                                                                                   | Traduction |
| ------------------------------------------------------------------------- | -------------------------------------------------------------------------------------------------- | --- |
| المسيح قام من بين الأموات و وطئ الموت بالموت و وهب الحياة للذين في القبور | Al-Masīh qām min baīni'l-amwāt Wa wati’ al-mawt bi'l-mawt Wa wahab al-hayāt Lil-ladhīna fī'l-qubūr | Le Christ est ressuscité d'entre les morts Par la mort il a vaincu la mort Et il a donné la vie A ceux qui sont dans les tombeaux |

al-Masīḥiyyah (أَلْمَسِيحِيَّة)Christianisme
Masīḥī (مَسِيحِيّ)Chrétien. C'est le mot employé par les chrétiens. Pour la désignation par les musulmans, voir "Naṣrānī".
Mazamîr ( المزامير )Le livre des Psaumes.
Mubaššir (مُبَشِّر)Missionnaire chrétien (dans le sens positif de "porteur de la Bonne Nouvelle")
Munaṣṣir (مُنَصِّر )Missionnaire chrétien (dans un sens plus neutre de "christianisateur")

## N
an-Naṣīra (اَلنَّاصِرَة)Nazareth
Naṣrānī (نَصْرَانِيّ)Terme traditionnel dans l'islam pour désigner les chrétiens (Nazaréens). Les chrétiens arabes ne se désignent pas par ce terme qui peut même, dans certains contextes avoir une connotation péjorative.
Nāṣirī (نَاصِرِيّ)Habitant de Nazareth (mais aussi, dans un autre contexte, partisan de Gamal Abdel Nasser)

## O
Orthodoksī (أُرْثُوذُكْسِيّ)Église orthodoxe

## Q
Qibti, Qubti (قُبْطِيّ)Copte
Quddās (قداس)Divine Liturgie, Messe
Qiddīs, Muqaddas (قديس - مقدس )Saint, sacré

## R
ar-Rūḥu l-Qudus الرُّوحُ الْقُدُسُ)Le Saint-Esprit 

## S
Sabtul-l-Amouāt (سَبْتُ الأَمْوَات)Jour des défunts
Ṣalīb (صليب)Croix
Chahid (شهيد)Martyr (Le même mot est employé dans l'islam pour les "martyrs de l'islam", mais le sens est profondément différent)
Sim‘ānu l-Ghayūr (سِمْعَانُ الْغَيُور)Simon le Zélote
Sim‘ānu Butrus (سِمْعَانُ بطرس)Simon Pierre
Sirr al-‘imād ou al-ma‘mūdiyyah سر العماد أو المعمودية
Conférer le sacrement chrétien du Baptême

## T
Tabšīr (تَبْشِير)Évangélisation
Tanṣīr ou Ta‘mīd (تَنْصِير ou  تَعْمِيد)littéralement "faire de quelqu'un un Naṣrānī, c'est-à-dire un chrétien, ou baptiser"
Tajassud (تَجَسُّد)Incarnation (de Jésus Christ)
ath-Thālūth ( أَلثَّالُوث)La  Sainte Trinité

## U
Ūrasalīm (أُورَسلِيم)Nom que donnent les Arabes chrétiens à Jérusalem (à la différence des musulmans qui la désignent par al-Quds أَلْقُدْس).  C'est aussi le nom arabe officiel de Jérusalem.
Ūsquf (أُسْقُف)Evêque (pl. أَسَاقِفَة) ; Archevêque (رَئِيسُ الْأَسَاقِفَة)

## Y
Yahūḏā al-Isḫaryūṭī (يَهُوذَا ألْإسْخَريُوطِي)Judas Iscariote
Yasū‘ (يَسُوعَ)Nom qu'emploient les chrétiens pour désigner Jésus, à la différence des musulmans qui le nomment Isa ( عيسى)
Yasū‘u l-Masīḥ (يَسُوعُ المسيح)Jésus-Christ
al-Jum‘atu l-Ḥazīna (أَلْجُمْعَةُ الْحَزيِنَة)Vendredi saint (Usage populaire)
al-Jum‘atu l-‘Aẓīma (أَلْجُمْعَةُ الْعَظِيمَة)Vendredi saint (Nom officiel)
Yuḥanna (يُوحَنَّا)Nom qu'emploient les chrétiens pour désigner "Jean". (À la différence des musulmans qui emploient le nom Yaḥya يَحْيَى)

## Z
Zabūr (زَبُور)Le livre des Psaumes. Ce terme désigne, dans l'islam, un livre révélé par Dieu à David, mais il est parfois utilisé dans les Bibles protestantes pour inciter les musulmans à découvrir ce livre. Pour le terme habituellement utilisé par les chrétiens, voir "Mazamîr"